# 爱德华·吉布森
爱德华·乔治·吉布森（Edward George Gibson，1936年11月8日—）曾是一位美国国家航空航天局的宇航员，执行过天空实验室4号任务。